# Kościół św. Leonarda w Tyszowcach
Kościół Świętego Leonarda – rzymskokatolicki kościół parafialny należący do Dekanatu Tyszowce diecezji zamojsko-lubaczowskiej.

## Architektura
Obecna świątynia została wybudowana w latach: 1865–1867 (nawa) i 1869–1870 (prezbiterium i wieża) według projektu Henryka Marconiego. Jest to budowla murowana, wzniesiona z cegły i otynkowana. Kościół osiada trzy nawy, czteroprzęsłowy korpuse i czworokątne prezbiterium, o tej samej szerokości co nawa główna, po bokach znajdują się dwie kwadratowe zakrystie; od frontu znajdują się dwie czworokątne wieże.
We wnętrzu są umieszczone sufity, ściany są rozczłonkowane pilastrami. Fasada w części centralnej ujęta jest zdwojonymi pilastrami i posiada półkoliście zamkniętą wnękę pomiędzy nimi, zwieńczona jest trójkątnym szczytem; wieże posiadają dwie kondygnacje i są ozdobione pilastrami na narożach. Elewacje boczne są podzielone pilastrami umieszczonymi na wysokich cokołach, podtrzymującymi belkowanie obiegające wokół świątynię. Okna są zamknięte półkoliście. 
Dachy dwuspadowe oraz czworokątne hełmy wież z wysokimi balasami i wieżyczka na sygnaturkę są pokryte blachą; szczyt, wieże i wieżyczka na sygnaturkę są zakończone żelaznymi, kutymi krzyżami.

## Wyposażenie

### Ołtarze
Ołtarz główny i analogiczne do niego dwa ołtarze boczne, reprezentują styl późnobarokowym (powstały po 1879 roku).
W jednym z bocznych ołtarzy znajdują się obrazy: św. Stanisława Kostki z około połowy XVIII wieku, z herbem Kostków Dąbrowa, gruntownie przemalowany, z datą 1940 i sygnaturą Aleksandra Mizerskiego z Tyszowiec; w zwieńczeniu obraz św. Stanisława biskupa z XVIII wieku. 

#### Ołtarz główny
W głównym ołtarzu znajdują się:
- dwie rzeźby nieznanych świętych, w stylu późnobarokowym z 1. połowy XVIII wieku
- obraz Matki Bożej z Dzieciątkiem z przełomu XVII/XVIII wieku, znacznie przemalowany, umieszczony w sukienkach drewnianych, zapewne powstał w XIX wieku;

#### Ołtarze boczne
Dwa ołtarze boczne w stylu rokokowym powstałe w 2. połowie XVIII wieku, z mensami wykonanymi po 1870 roku, pochodzące ze świątyni pobernardyńskiej w Radecznicy;
- w lewym znajdują się rzeźby zakonnicy (zapewne św. Teresy z Avili) i nieznanego papieża w stylu rokokowym z 2. połowy XVIII wieku, w zwieńczeniu znajdują się liczne putta; w polu centralnym jest umieszczony obraz św. Leonarda z 1. połowy XVII wieku, w sukience razem z krzyżem i pastorałem srebrnymi, częściowo pozłacanymi z XVII wieku, z kilkoma zatartymi puncami, jedna z nich, nowsza sygnowana nazwiskiem A. Kalicki; tabernakulum pochodzi zapewne z XIX wieku;
- w prawym (w którym mieścił się kiedyś krucyfiks) rzeźby puttów w zwieńczeniu.

### Pozostałe
- Ambona w stylu rokokowym pochodząca z 2. połowy XVIII wieku, z nowszą rzeźbą Najświętszej Maryi Panny Niepokalanie Poczętej.
- Dwa konfesjonały pochodzące z XVIII wieku.
- Chrzcielnica pochodząca z XVIII wieku, posiadająca miedzianą misę.
- Feretron w stylu późnobarokowym pochodzący z przełomu XVIII/XIX wieku ozdobiony obrazami: Matki Bożej Różańcowej oraz Dzieciątka Jezus.
- Dwa obrazy pounickie: Męczeństwo św. Jozafata i św. Mikołaj biskupa pochodzące z 1. połowy XIX wieku.
- Krucyfiks w stylu późnobarokowym pochodzący z XVIII wieku (znajdował się zapewne w ołtarzu świątyni pobernardyńskiej w Radecznicy).
- Kielich w stylu późnobarokowym pochodzący z XVIII wieku, gładki.
- Krzyż ołtarzowy w stylu klasycystycznym pochodzący z XIX wieku, metalowy.
- Lichtarz w stylu późnobarokowym pochodzący z XVIII wieku, cynowy.
- Cztery świece woskowe ulane w XVII wieku dla upamiętnienia zwycięstwa Konfederacji Tyszowieckiej (o wysokości około 4 metrów)[2].

Kościół Świętego Leonarda
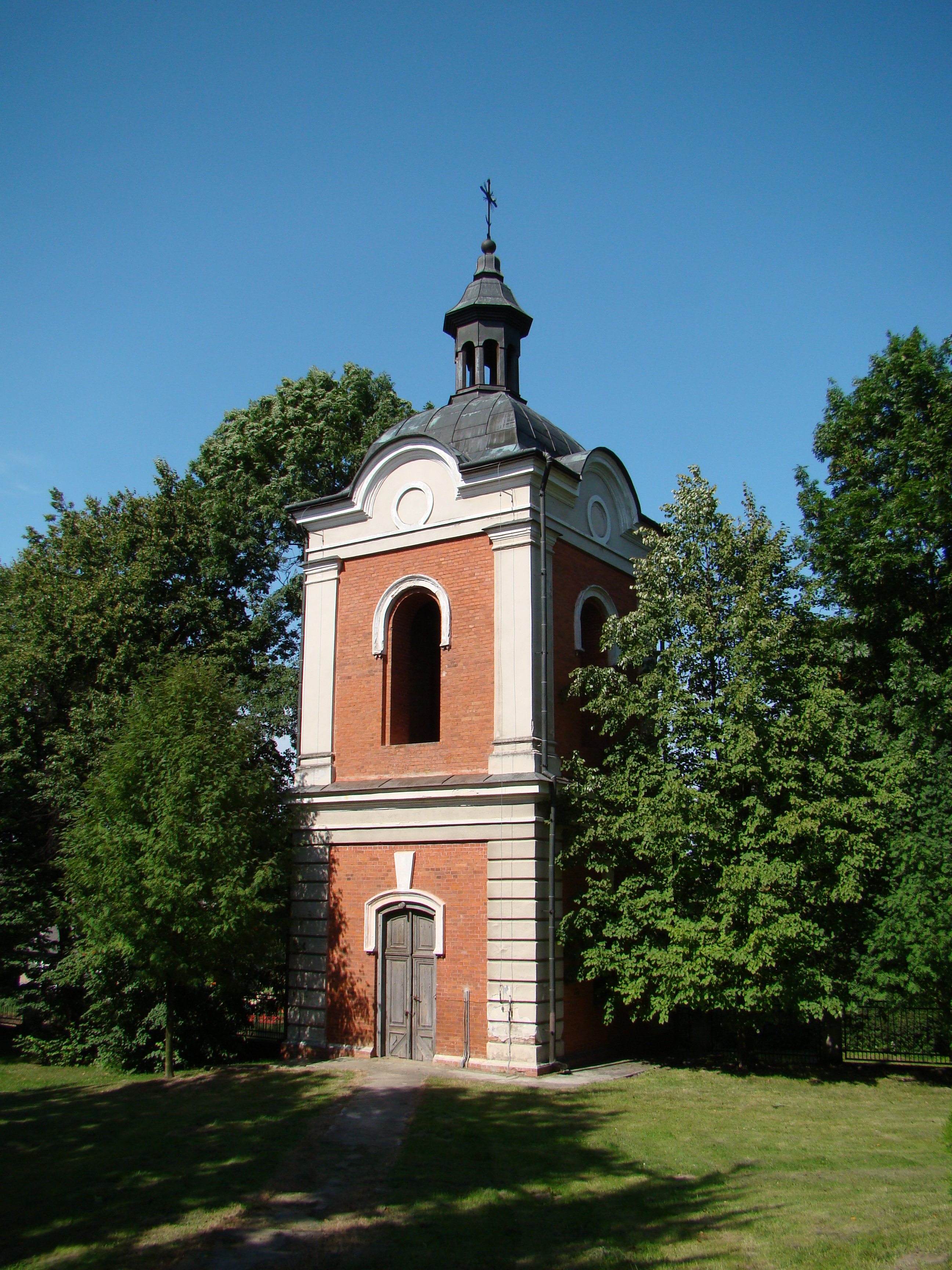
Dzwonnica
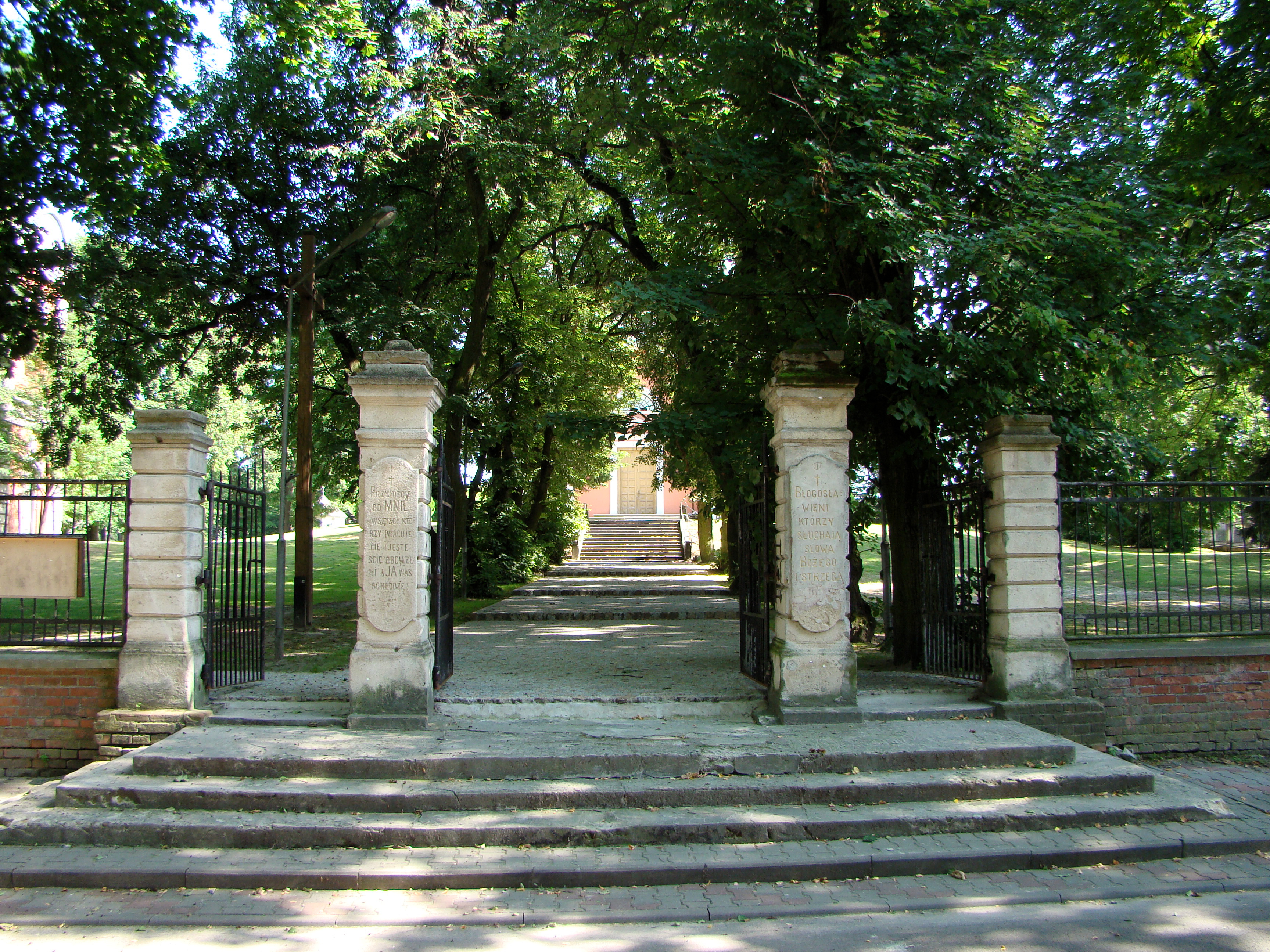
Brama kościoła
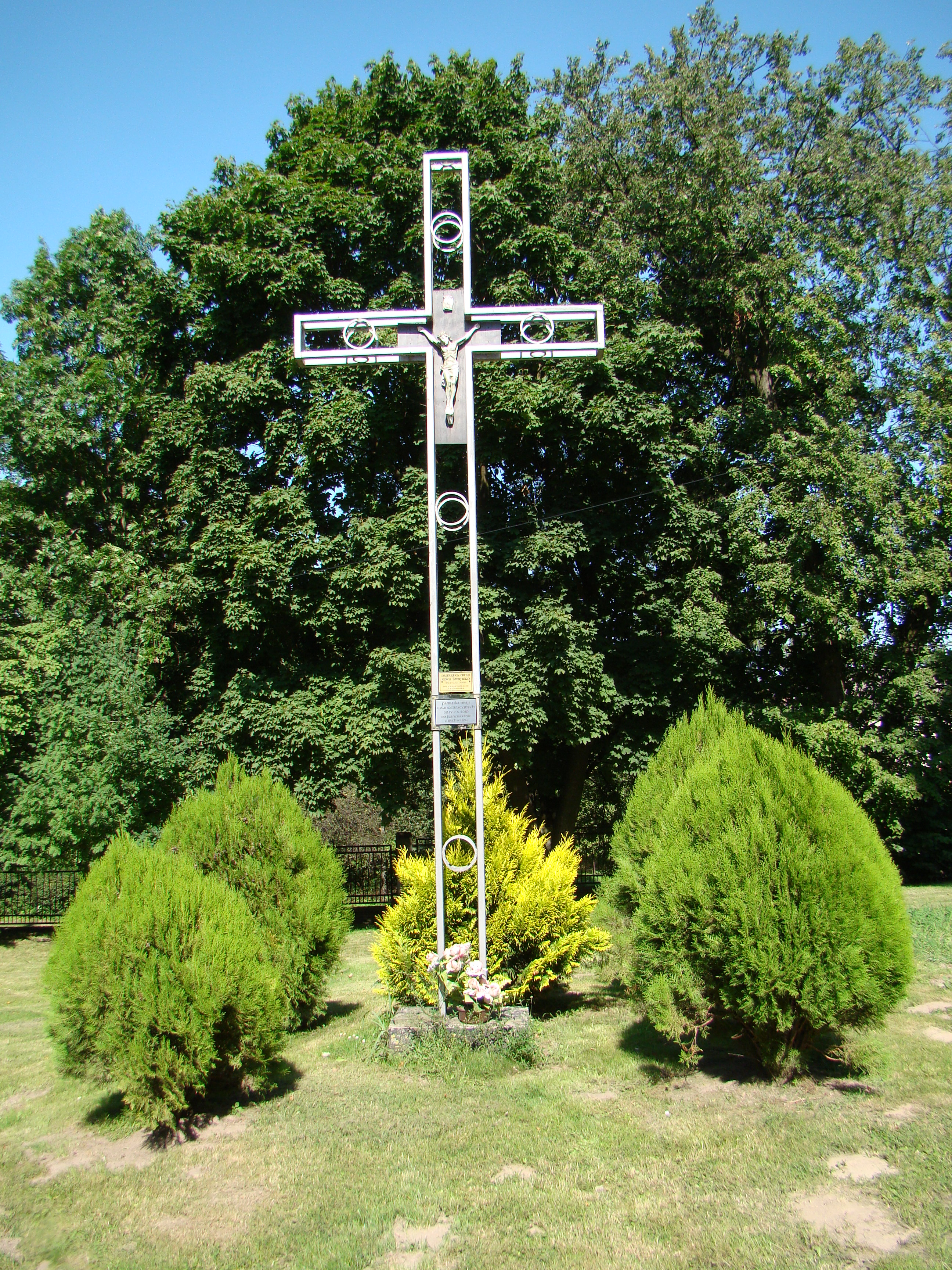
krzyż – pamiątka misji